# Pleurerythrops secunda
Pleurerythrops secunda är en kräftdjursart som beskrevs av Murano 1970. Pleurerythrops secunda ingår i släktet Pleurerythrops och familjen Mysidae. Inga underarter finns listade i Catalogue of Life.